# Peregrín Tuc
Peregrín Tuc, anomenat Pippin pels amics, és un personatge fictici de l'univers de J.R.R. Tolkien, la Terra Mitjana. És un dels quatre hòbbits protagonistes a El Senyor dels Anells.
Nascut l'any 2990 de la Tercera Edat, Pippin era fill i hereu del Thain de la Comarca, Paladín Tuc II, i Englantina Bancs. Tenia tres germanes grans: Perla, Pimpernel i Pervinca. El seu millor amic era el seu cosí Meriadoc Brandiboc (Merry), fill de la germana del seu pare.
És el més jove del seu grup d'amics, amb vuit anys menys que Merry i vint-i-dos menys que Frodo Saquet.
El seu cap i els seus peus són especialment peluts fins i tot per un hòbbit, i els seus cabells són arrissats i d'un to rossenc.

## Biografia

### El Senyor dels Anells
Va conspirar amb Merry, Sam i Fredagar Bultó per ajudar a Frodo a marxar cap a Rivendell. És l'únic dels hòbbits que encara no havia assolit la majoria d'edat en iniciar el viatge, i tot i que demostrà ser un company lleial i valent, a cops es podia notar la seva inexperiència i immaduresa.
Tot i les reticències de N'Élrond, va ser designat com a membre de la Germandat de l'Anell, i va ser un dels nou caminants que va anar cap al sud a través de Mòria, Lothlórien i pel Gran Riu.
A Amon Hen, on la germandat va ser atacada pels orcs de Sàruman, ell i Merry van ser capturats tot i haver lluitat amb valentia.
Van escapar-se al bosc de Fàngorn on es van trobar amb Barbarbrat, que els acollí i els va donar aigües dels ents per beure. Aquestes aigües van fer que guanyessin alçada més enllà del que és corrent en un hòbbit.
Van ser presents a l'assemblent, i van acompanyar els ents a l'atac a Ísengard per enderrocar Sàruman. Després de la victòria es van reunir amb els seus antics companys i va ser present a l'expulsió de Sàruman de l'ordre dels mags. En veure el palantir que Llenguadeserp va llançar de la torre d'Òrthanc va quedar temptat per la seva bellesa i el va agafar a Gàndalf durant la nit. Mirant a la pedra, va tenir un terrible encontre amb Sàuron precipitant els esdeveniments. Per això, Gàndalf va decidir emportar-se'l lluny del palantir i dels seus amics cap a Minas Tirith, on el Senyor Fosc concentra els seus atacs.
En trobar-se amb Dénethor, el senescal de Góndor, va oferir-li els seus serveis per pagar la mort del seu fill Bóromir, que havia mort defensant-lo a ell i a Merry dels orcs. Va ser nomenat cavaller de la ciutat i va servir amb la guàrdia de la ciutadella.
Durant la defensa de la ciutat a la batalla dels Camps de Pelènnor va salvar la vida de Fàramir en avisar el mag Gàndalf de les intencions de Dénethor, que deixant-se endur per la follia volia cremar-se viu juntament amb el seu fill.
Pippin va formar part de l'exèrcit de l'Oestat que liderat per Àragorn va dirigir-se a la Porta Negra de Mórdor. Durant la batalla va arribar a matar un ogre, però va quedar inconscient atrapat sota el seu cos en desplomar-se. En restaurar-se la monarquia va ser nomenat cavaller pel nou rei Elèssar.
De retorn a la Comarca, té un paper fonamental en la derrota dels esbirros de Sàruman durant l'Assot de la Comarca, i lluita a primera fila a la batalla de Voralaigua.

### Després de la caiguda de Sàuron
Degut a l'efecte de les aigües dels ents que havien begut, van tornar-se els hòbbits més alts que mai va haver-hi, superant el mític Braubramador Tuc. Va casar-se als 37 anys i va tenir un fill, Fàramir Tuc. Fàramir es casaria més tard amb Rullsdaurats, filla de Samseny, emparentant així els Tuc i els Gamgí.
L'any 13 de la Quarta Edat va morir el seu pare i va heretar el seu títol, esdevenint el trentadosè Thain de la Comarca. Anys més tard va abdicar i va tornar amb el seu amic Merry a Ròhan i a Góndor, on van morir l'any 64 de la Quarta Edat i van ser enterrats al panteó dels reis de Góndor a Rath Dínen.

## Els Tuc dels Grans Smials
```
Isengrim II
|
Isumbràs III
|
----------------------
| |
Ferumràs II Bandobràs
| (El Braubramador) 
Fortinbràs I 
| 
Gerontius = Adamanta Rabassó
(El Vell Tuc) |
|
------------------------------------------------------------------------------------------
| | | | |
Isengrim III Isumbràs IV Hildigrim = Rosa Saquet Belladonna = Bungo Saquet Mirabella = Gorbadoc 
| | | |
-------------- Adalgrim | ---------------
| | | | |
Fortinbràs II | 
Bilbo Saquet
 Sis Fills Primula = Drogo Saquet
| -------------- |
| | | 
Frodo Saquet

Ferumbràs III Paladín II Esmeralda = Saradoc Brandiboc
| | 
Diamant de Long-Cleave = Peregrín I 
Meriadoc Brandiboc

| 
Fàramir I = Rullsdaurats Gamgí
```

## Adaptacions
En la versió cinematogràfica de Peter Jackson de El Senyor dels Anells, l'actor Billy Boyd interpreta a Pippin en les tres pel·lícules de la trilogia.